# Acarteroptera recta
Acarteroptera recta är en tvåvingeart som beskrevs av Collin 1933. Acarteroptera recta ingår i släktet Acarteroptera och familjen dvärgdansflugor. Inga underarter finns listade i Catalogue of Life.